# Opera Mini
Opera Mini（オペラミニ）は、ノルウェーのソフトウェア開発会社、オペラ・ソフトウェア (Opera Software ASA) によって開発されている携帯電話およびスマートフォン向けのウェブブラウザ。

## 概要
Java MEを搭載した携帯電話の他、スマートフォン用OSではBlackBerry OS、Windows Mobile、Android、iOSに対応している。
HTMLレンダリングエンジンを搭載せず、オペラ・ソフトウェアのサーバーで独自形式に圧縮されたデータを受信して表示する。データを一旦サーバーで圧縮することで、ダウンロードが高速化されるだけでなく、表示の高速化やパケット通信料の節約、通信帯域の負荷軽減などの効果もある。
初版のリリースは2005年。2006年に正式版が全世界でリリースされた。以後利用者数は年々増加しており、2010年に「利用者数は全世界で5千万人に達している」とオペラ・ソフトウェアは発表している。
最新版では、パソコン版Operaと一部データを同期する機能を搭載する。

## ギャラリー

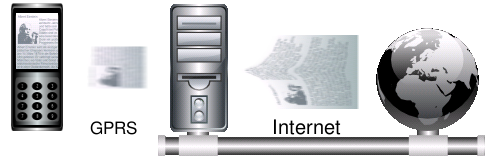
Opera Miniのデータの流れを表した図。
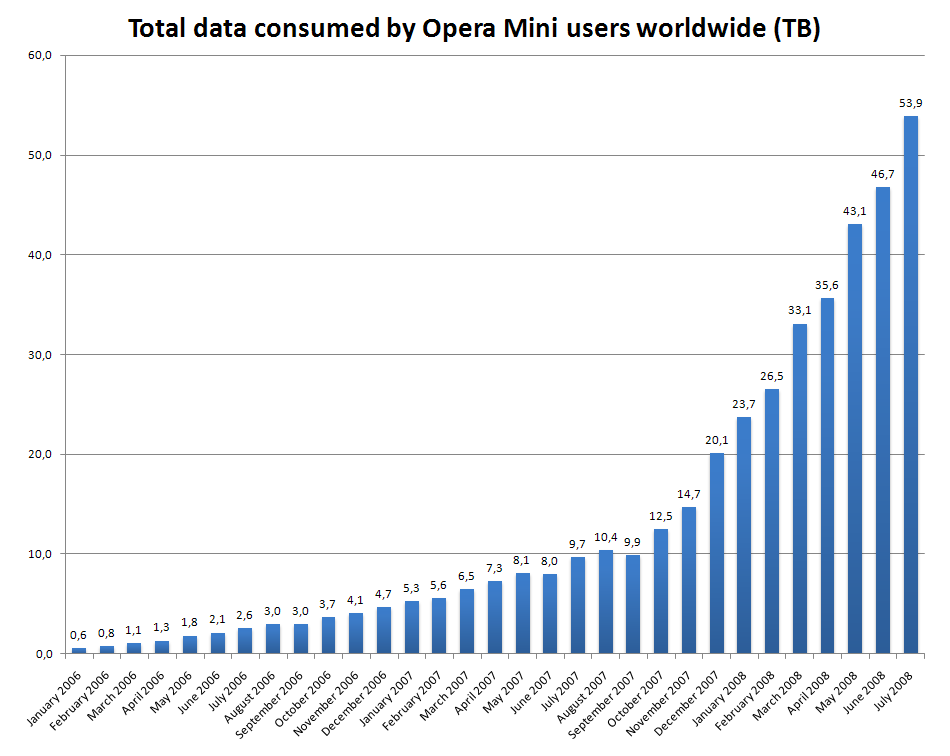
2006年1月～2008年7月にかけてのOpera Mini利用者数の推移を表したグラフ。
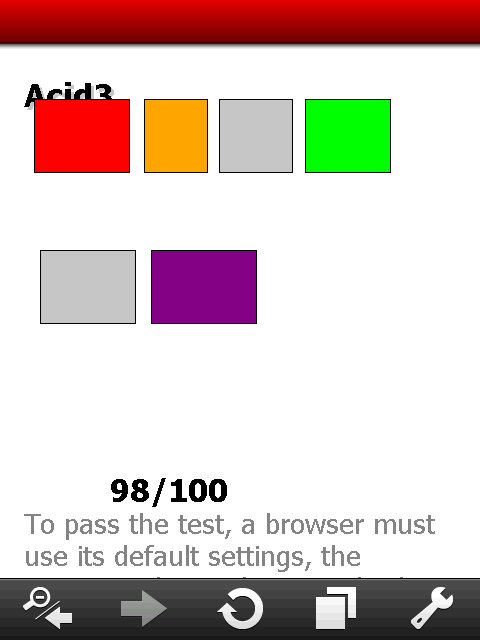
Opera Mini 5 beta 2のAcid 3テスト